# Tramway de Vladivostok
Le tramway de Vladivostok est le réseau de tramway de la ville de Vladivostok, en Russie. Aujourd'hui, il ne reste plus qu'une ligne d'exploitée. Le réseau a été mis en service le 9 octobre 1912.